# Delia sclerostylata
Delia sclerostylata är en tvåvingeart som beskrevs av Fan 1993. Delia sclerostylata ingår i släktet Delia och familjen blomsterflugor.
Artens utbredningsområde är Yunnan (Kina). Inga underarter finns listade i Catalogue of Life.